# アントニオ・エスコタド
アントニオ・エスコタド・エスピノサ（スペイン語: Antonio Escohotado Espinosa、1941年7月5日 - 2021年11月21日）は、スペインの哲学者、法学者、エッセイスト、翻訳家および大学教授で、その作品分野は主に法学、哲学および社会学である。
エスコタドは特に薬物に関する研究と、薬物の自由化に賛成する立場により知られており、著書「薬物の一般史」（1983）に反映されている。彼の思想はリバタリアニズムの枠組みの中で組み立てられており、隷属につながる恐怖や強制からの自由の肯定は、彼の作品に一貫して見られるものである。

## 生涯

### 家族および幼少年期
マドリード州北西部の山間部に長年居住していたエスコタド一家の中で初めて有名になった者は、第一共和政（1873～1874）につながった1868年の栄光革命をガラパガル村長として支持した曽祖父ビセンテである。同じビセンテという名前であった彼の息子（エスコタドの祖父）は、この街において法学士となった最初の奨学生のうち1人であり、検事からエル・エスコリアル市長に就任する前に、詩による幅広い演劇史『La teatrada』（1925年）に加え、詩集や歌曲集を数冊出版していた。その6番目の息子でアントニオ・エスコホタドの父ロマン（1908～1970）は、当初は社会労働党員フリアン・ベステイロを支持したが、ファランヘ宣言に署名するようになった。ディオニシオ・リドルエホがプロパガンダ総局長を務めていた時代にはロマンはその事務局長を務め、1941年からはスペイン国営ラジオを指揮し、マリアーノ・デ・カビア賞など主要なジャーナリスト賞を受賞し、1946年から1956年まで在ブラジル・スペイン大使館の報道官を務めた。
エスコタドは、知識に対する当時の自分自身の関心について、以下のように語っている。
幼い頃から、私は家庭の図書館にあるあまり趣味のよくない書物に惹かれ、幼い頃から『西洋思想史』という偉そうなタイトルのノートがあり、バートランド・ラッセルの同名の著作からの抜粋を小真面目に書き写していた。10年間のリオ・デ・ジャネイロでの生活が終わろうとしていた。
一家がスペインに戻ると、エスコタドは幼少期の熱帯の楽園と、フランコによる国家主義的かつカトリック的な陰鬱で厳格な社会との激しいコントラストを体験し、権威主義と性的抑圧によって引き起こされた反抗の精神を形成することになる。
エスコタドは幼い頃から知識欲に目覚め、哲学の学位を取得した。しかし、哲学部の知的現状に失望した彼は、父ロマンの助言に従い、より就職に有利な分野の学習を始めた。
哲学を勉強する決意は堅く、法律のように就職に有利な分野を進める父の助言の賢明さもわかっていたので、私は両方の勉強を始めたが、新トマス主義者、新論理実証主義者と新マルクス主義者との間でお互いの意見を聞こうとしない長年の議論に没頭する哲学の教授陣に幻滅したため、最終的には法学のみを修了することになった。
「テントをマルクス主義と不服従の講座にしてしまった」ため、兵役学生の要求で2年間、夏のほとんどを地下牢で過ごす羽目になった彼には軍人精神が欠けていたが、ベトコンに入隊して米国に対抗することを厭わなかった。慢性肝炎のため兵役期間が短縮された彼は、自分の将来について考えることになった。その後、彼は左派運動への取り組みと両立する試験を受けることにした。外交官という職業は、父の模範と語学や一般教養の訓練を受けていたことから、彼に向いていると思われた職業であったが除外され、最終的に1964年にスペイン開発金融公庫(ICO)に入社し、5年間の好景気の間、企業の合併および集中の業務を担当した。この役職は、コンプルテンセ大学の法学部や政治学部の助手と両立し、マドリード自治大学ではカントとヘーゲルに関する講座を、そして今はなき人類学部では精神分析に関する講座を開催した。
その後、政治学部や哲学部で実践的な授業や講座を行う傍ら、出版活動を開始し、カルロス・モヤ、エウヘニオ・トリアス、フェリペ・マルティネス・マルソアといった同僚たちとの関係を構築し、フェルナンド・サバテール、アスーア、エチェベリアといった若手作家らと知り合う。アグスティン・ガルシア・カルボが結成したグループのように、特に無政府主義なグループの温床となり、1968年の5月革命とウッドストックでその理想がうたわれた世界によって合流した彼らは、即席で生まれた「部族」の一員となった。その中でも合理的な一派は学業を続け、より急進的な一派はテロリズムを再発見した一方で、エスコタドのような者は大量消費主義から距離を取った生活を送ることを決意し、「1970年代の性の革命」と呼ばれるようになったものを一応受け入れた。

### 初期の作品
父オルテガ・イ・ガセットが創刊した出版社を復活させ、やはり父が創刊したオクシデンテ誌の編集を始めたばかりのホセ・オルテガ・スポットルノの指導のもとでエスコタドは出版を始め、そこで最新の参考文献としてミショーやハクスリーを記述した体験を含み、この分野への最初の進出となる論文「幻覚剤と習慣的世界」を発表した。彼の考察は、すぐに一連のバイオアッセイの実現へとつながり、数十年後には、最初の薬物文化史と主な精神作用物質の現象学をまとめることになる。これらの初期の出版物においてエスコタドは、その時彼が熱中しており、彼に永続的な影響を与えることとなる哲学的テーマ、すなわちヘーゲルとフロイトの研究を、あらゆる題材と組み合わせている。
法哲学の教授であり、その後の学位論文の指導教官であったルイス・レガス・ラカンブラは、「プロテスタンティズムの倫理と資本主義の精神」を翻訳し、ケルゼンの弟子であったが、締め切り4ヶ月前にエスコタドが学位論文を完成させて提出すると驚きを隠さなかった。教授は数日かけて文面を吟味し、カントにおける道徳律と実定法に関する章を入れるよう、博士課程の学生だった彼に提案しただけであった。
1970年に発表された博士論文「若きヘーゲルの道徳哲学」は、「プロテスタントでもあるマルクスの師に対する擁護」として受け取る学位審査委員の一部を悩ませ、採点に必要な審査委員の定足数に満たない事態が繰り返された。当時のスペインでは、エスコタドによる序文の言を問題視する者もいたのである。
旧約聖書と新約聖書が表象としてしか提供しないものを概念に変えること。例えば、イエスの神性は奇跡や教義によって証明されるが、その概念はむしろ、神性と人間性が不可分である事実を指し示し、これが対人間での絶対的な経緯、つまり「人権」を要求する根拠となる。
「不幸な意識。ヘーゲルの宗教哲学に関する考察」（1972）として出版されたとき、小さな学問的騒動が起こり、異端文書目録に仲間入りした一方で、短期間しか続かなかった賞である新批評賞を獲得した。それから40年後、エスコタドはこの研究を総括し、「精神と積極的な宗教の区別」を主張している。人生とその化石の断絶を体現することで、キリスト教は空想の形で捉えられた現実であり、その逆は、それ自体から疎外された真実である。これは、意図と結果の乖離への私の最初の接触であった。
学問的な障害により、その後執筆され、その概要が当時非常に魅力的だったフランクフルト学派の創始者の一人が提唱したヘーゲルやフロイトとマルクスの両立性の検証に焦点を当てた「マルクーゼ、ユートピアおよび理性」（1968）が先に出版された。エスコタドは、マルクーゼの命題を明確にする前提を分析した。まず彼は、「当時のマルクス主義に典型的な、疎外と抑圧の間の構造の同一性という、明らかに持続不可能な拘束衣を着せられた」フロイトの人物像に注目した。次にヘーゲルについては、「彼の手法である弁証法の、『裁定』ではなく『表明』で構成されている本質が忘れられていた」と語った。そしてマルクスについては、「マルクス主義への裏切りとしてレーニン主義を提示するのは好都合だったが、単一政党や検閲、その他の暴力を行使せず商業社会を廃止できると提案するのは、純粋に夢物語の命題であった」と結論づけている。本書は、当時のスペインにおけるマルクス主義者の一部が不快感を示して彼を「修正主義者」呼ばわりし、当時の代表的な知識人の一人であったゴンサロ・フェルナンデス・デ・ラ・モラとの短い論争さえ引き起こした。しかし、肯定的な評価もあった。
同書は、スペインでこの学派に捧げられた最初期の書籍のうち一冊であり、エスコタドの最初のベストセラーにもなった。当時、ヨーロッパの半分が「マルクス、毛沢東、マルクーゼ」と書かれた落書きで夜明けを迎えていたこともあってか、その版は1カ月で完売した。しかし著者は、この作品が急いで執筆されたものであり、「自己重要感症候群に陥っている」という理由で再版に反対した。これら初期の作品の発表後、エスコタドはユートピア的な立場から次第に離れていった。

### イビサ島と形而上学

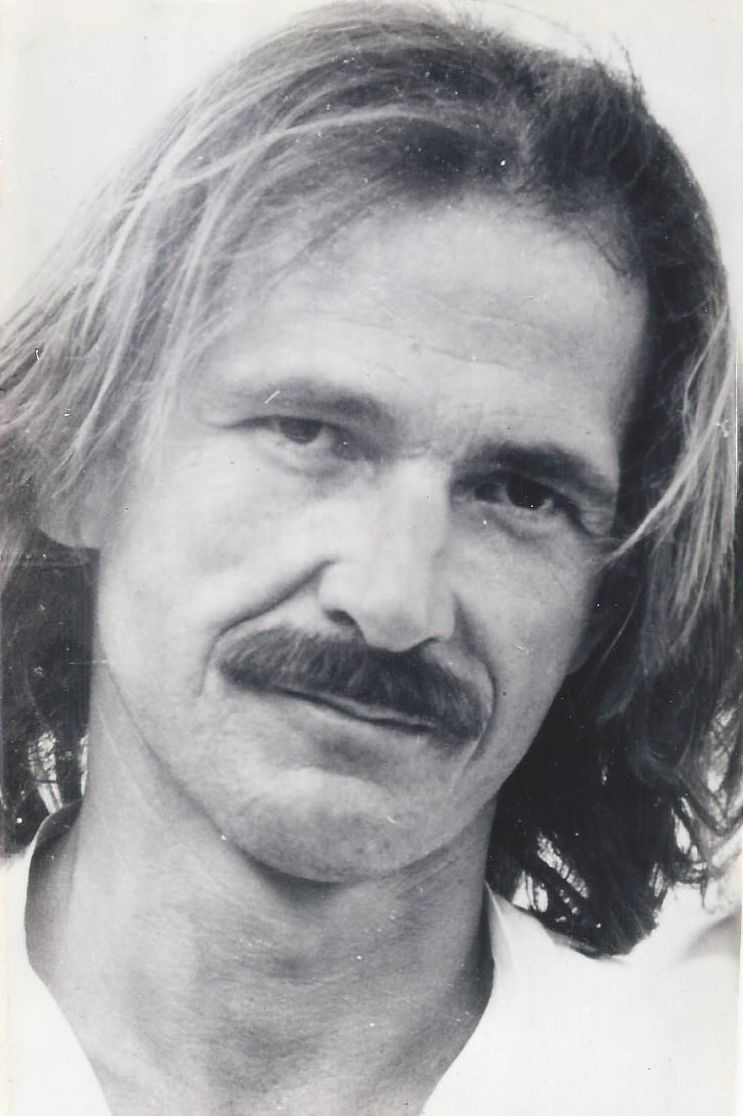
イビサ島でのアントニオ・エスコタド（1976年）。

当初2年以内となる予定だった公務員休暇のおかげでエスコタドは1970年、従来の習慣から解放され、翻訳収入に支えられた質素な生活を始めた。
LSD のような幻覚剤を使った体験と絶え間ない研究により彼は、形而上学に関する独自の論文の執筆計画へと至った。同計画の最初の部分は、初期の哲学的記述の見直しであった。「タレスからソクラテスに至るギリシア思想の発展」(1975)では、ソクラテス以前の分散した断片をテーマ別に整理しようと試みている。失われたヘラクレイトスの作品の再構成の結果に関しては議論の余地があるが、作風は流暢さと表現上の簡素さを獲得している。{要出典}
同書の序文は、「該当分野の専門家」の姿を皮肉っており、その9割が同僚の観察に対する批評に充てられる一方、批評される著者には1割も割かれない。結論部では、クレマン・ロセが示唆した「ソクラテス以前の人工主義」のような命題により驚かせる目的で言及され、当時芽生えつつあったフランスのポストモダンを皮肉っている。ポストモダンは、ラカン、ドゥルーズ、アルチュセールのような知識人の真似をすることで、自分自身について語ろうと決めた専門家と同じことをしており、エスコタドによれば文法を終始歪曲することに秘訣がある隠語の空虚さを偽装することに集中している。

### 「現実と実体」
エスコタドによる形而上学の執筆計画の第2部は、「現実と実体」（1985）という作品という形で結実した。『De physis a polis』は、魔法に頼ることから解放された宇宙としての物理的世界と、公民権に支えられた秩序としての民主主義が同時に誕生する結論で結ばれている。『現実と実体』は、『存在と思考の差異の統一』としての物理的世界から始まり、そこにおける哲学者の仕事は、行為の様式を分析することによって「行為から実現へ」移行することである。
古典的な方法による形而上学的あるいは存在論的な論考は、すでに使われなくなった、あるいは多くの人が時代遅れだとみなしていた分野であったが、これは言説の基本的なカテゴリーの定義から始まり、それを最初のカテゴリーから最後のカテゴリーへと結びつけることによって次のカテゴリーを推論するものであり、エスコタドは以下を選んでいる。
[...] ヘーゲルの論理を逆転させ、主体から客体へ、イデアから自然へと回帰する。それは、古代の神殿に従属する建築の実践であり、その対称性の再確立のみを熱望している[...]その目的は、実体のない意識の独占と、事物の原理を主観化することから生じる非現実主義を回避することであり、時間を客観性の中に設置することであり、過去と未来が交換可能であるような、主体によって慣性質量に還元された客観性とは区別することである[...]観念論が肯定するものを肯定し、否定するものも肯定できるようにすることである。
1944年、アインシュタインはバートランド・ラッセルの『意味と真理』についてのコメントで、「形而上学に対する不幸な恐れを感じ[...]特に私が嬉しく思うのは、最終章ではそれなしでは調整できないことが認識されていることである。この件に関して私はただ、行間から感じ取れる知的良心の欠如を非難することしかできない」ことを見出した。エスコタドは、形而上学の墓掘り人であり、「知性に従属的な地位を与える」企業的正統主義の守護者である実証主義と論理実証主義について、幅広い付録2つでこの視点を詳しく説明している。彼の意見では、「両者に共通するのは、存在と思考の関係を考慮することもなく、科学を新しい宗教団体に変えるという目標に導かれ、教条主義的でセクト主義的な、似非経験主義的な態度である」。
彼が複雑な現象の研究を始めた時点では、「形而上学という散文詩の洗練」に費やした12年間は、「時代錯誤的な頑固さ」の結実として著者の記憶に残った。その行為に対して事後的に提示可能な唯一の正当な理由は、「本質、存在、実体、原因、偶然...といった、他のものの意味を左右する数少ない言葉」 に慣れ親しむことを、自己思考の実現の必須条件とすることであろう。

### アムネシア、娼婦たちと妻たち、そして起訴
1970年から1983年にかけてエスコタドは、様々な出版社から40以上もの作品を翻訳したが、その中にはトーマス・ジェファーソンに関する唯一の広範な選集、ホッブズの「リヴァイアサン」、ニュートンの「自然哲学の数学的諸原理」などが含まれる。1976年、すでに未亡人であった母親の遺産を受け取った彼は、大きな古い農家を「部族」のための集会所に改装することを決意した。基本的に生演奏をするための楽器を備えていたアムネシアは、世界で最も人気があり、最も有名なナイトクラブの1つとなった。
その直後に彼は、初の人類学的エッセイ「家族史 - 性と義務に関する4つの神話」（1978年）を出版した。この作品では、ギルガメシュとイシュタル、ゼウスとヘラ、ヘラクレスとデーイアネイラの関係から、マリアとヨセフによる模範的な夫婦のあり方を考察している。エスコタドにとって、時を超えて存在するこれら古代の意識の登場人物は、自分の子孫を食い物にする家父長と、彼を宦官にして子供たちに仕えさせようと企む家母長という、古代の家族の両極の間の根源的な緊張の中で表現されている。この本は、「娼婦たちと妻たち」（1993年）として徹底的に再編集された。このエッセイではず驚かさせるのは、外典福音書に含まれる、幼年期から青年期にかけてのイエスについての年代記が印象的で、イエスは自分の思い通りにするために魔法の力を使う専制君主として描かれている。しかし、メソポタミアの神聖売春（処女は神殿の階段に立ち、最初に貨幣を彼女の手に握らせた男に身を捧げるよう命じられていた）や、ローマの女性に課せられた良識と自由の間の葛藤（娼婦としてリストアップされた者だけが成人の身分を享受し、それ以外はゆりかごから墓場まで、男性の保護下にある未成年とみなされていた）についても、並行して分析が行われている。最終章では、古代の家族法について概説し、フェミニズム運動について極めて極論的なエピローグが続く。
アムネシアの創設が地元警察との最初の摩擦を引き起こし、1983年、作家であり教師でもあるエスコホタドは、1980年にスペイン国立通信教育大学（UNED）に非常勤講師として再雇用されたが、それを隠れ蓑に「ヒッピー・マフィア」を動かしていると告発され、コカイン密売に関与したとして起訴された。ディアリオ16紙は当時、「倫理学の教授はハードドラッグの密売人だ」と論評し、その2日後にエル・パイス紙がエスコホタド自身による記事を掲載したことで、スキャンダルはさらにエスカレートした。囮捜査の犠牲となり、売り手も買い手も警察官という麻薬取引に参加させられたエスコタドは3ヶ月の拘留中、コルシカ島出身で恐喝と3件の殺人でインターポールに登録されており、二重スパイがいる中で一方に協力するよう圧力をかけられ、島を永遠に離れることになったコルシカ系マルセイユ人のグループのリーダーと同房になることを余儀なくされた。{要出典} 
5年後に裁判の口頭審理が行われ、彼は「未遂の不可能な程度の麻薬密売」で有罪判決を受けた。この刑法上の概念は、その後まもなく挑発犯罪という判例に代替されることになる。彼は判決を不服とする代わりに、クエンカ刑務所での1年間の「質素だが有給の休暇」 を選び音信不通となったが、これにより断絶なく活動に勤しむことができるようになり、郵便物や食事は下のドアから受け取ることができた。{要出典}

### 教育活動、研究、論争

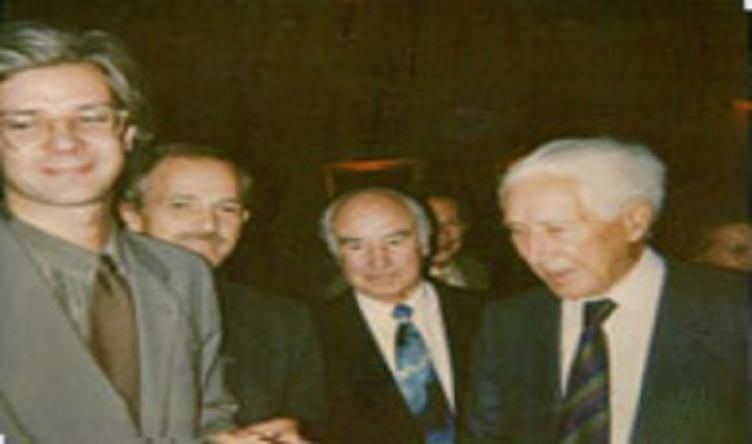
左から順にハコボ・シルエラ、アントニオ・エスコタド、アルバート・ホフマンおよびエルンスト・ユンガー、リリア宮殿にて、1992年。

起訴されてから投獄されるまでの5年間は、エスコタドの生涯の中で最も多作な時期であり、実質上毎年1冊の本を出版すると同時に、エル・パイス紙に毎月オピニオン・コラムを掲載し、『ラ・クラーベ』（ホセ・ルイス・バルビンが司会）という番組で、スペイン国家警察内の覚醒剤中央旅団（当時の組織名）のトップ、ホセ・マリア・マト・レボレドと初めてテレビで対決し、その視聴者数によってメディアの存在感を高めた。アルバート・ホフマン、トマス・サース、アレクサンダー・シュルギンらを講師に迎え、薬理学と市民的不服従に関する2つの講座を開催し、大学夏期講座における受講者数の記録を樹立し、1990年代には薬物の禁止に関するテレビ討論が流行することになった。同時に、UNEDに新設された政治社会学部で社会科学の哲学と方法論を担当し、正教授になるための資格試験に奮闘した。「薬物の一般史」は、1500ページもの大作であるにもかかわらず、批評家や一般大衆から非常に高い評価を得て、これにより彼には『信奉者と、その2～3倍にのぼる中傷者の大軍』 がつきまとうことになる。
この時期の最初のテキストは、法社会学のエッセイである「君主の威厳、犯罪と被害者」 (1987)である。このエッセイでは、違法なプロパガンダ、同性愛、背教、安楽死、宗教の冒涜、売春、魔術、薬理学的特異体質、ポルノグラフィー、避妊、扇動、脱税、露出症、良心的兵役拒否、国家機密の暴露といった、一見バラバラに見える数々の犯罪を検証している。これらの共通点は「道徳と権利の境界を曖昧にし、両領域に必然的に腐敗者をもたらす」ことである。エスコタドは、それぞれのさまざまな兆候を分析した後、成人同士の自発的なサービスの要請を非難したり、禁じられた考えを公に表明したりすることが、被害者であるはずの者だけの犯罪を生み、この場合に苦情を訴えるのは生身の人間ではなく、事件に関与していないにもかかわらず、被害を被った主張する宗教的権威であるという結論に達した。このような行動群はすべて、「とりわけ不敬罪という時代遅れの不正義、世俗化された社会を新たな威厳のある権力へと変貌させる王子の権力への挑戦であり、時にはトマス・サースの言う 『ファーマクラシー』（薬物支配）のような科学的な口実でカモフラージュされることもある」。
エスコタドにとって、自由は単なる反抗の犯罪とは相容れないが、それは「あらゆる不敬罪は究極的には人道に対する犯罪であり、軍事的・聖職的論理に支配された奴隷社会の惰性である」からである。この分析は犯罪学者、検察官、裁判官の関心を呼び起こし、このエッセイが発表されてから2年後の1989年4月に司法は、引き起こされた犯罪に対して初の無罪判決を下した。それ以来、スペインの司法は道徳と法の混同を嫌うようになり、冒涜罪から始まるほとんどすべての不敬罪は効力を失った。エスコタドは、安楽死（神の摂理に対する侮蔑）の法的位置づけ、さらには自殺幇助罪（医学的権威に対する侮蔑）を懸案事項として注目し続けてきた。この法的論考の結果として、社会学者エミリオ・ラモ・デ・エスピノサは1993年に『被害者のいない犯罪：社会秩序と道徳的両義性』という傑作を発表した。

### 晩年

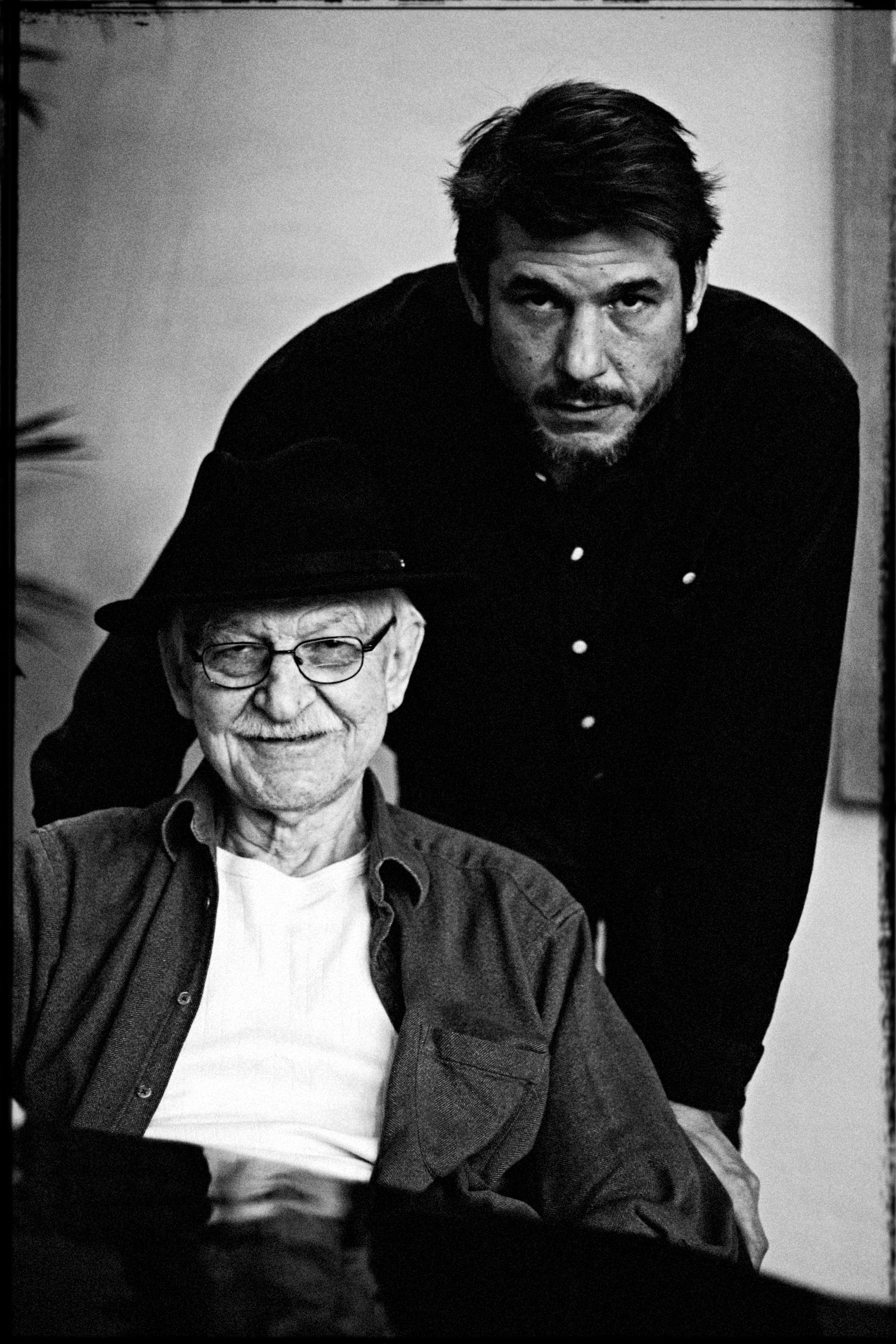
出版社ラ・エンボスカドゥラの計画に関するインタビュー中に息子ホルヘ・エスコタドと並ぶアントニオ・エスコタド、2018年。

2017年末には、息子のホルヘ・エスコタドとともに出版社ラ・エンボスカドゥラを設立し、作品の再出版とデジタル化を行うことにした。
この期間に彼はまた、125,000人の購読者を獲得した視聴覚素材のYouTubeチャンネルを作成し、「商業の敵たち」（2017年）第3巻と、彼の最後の作品「私のプライベートイビサ」（2019年）さらに「栄光の鍛錬」（2021年）を出版した。 2019年末、エスコタドは最晩年を過ごすつもりで、マドリード郊外のガラパガルにあった主な居住地を離れ、イビサ島に定住した。この間、ジャーナリストのリカルド・F・コルメネロは、エスコタドとの対談をまとめた「エスコタドのほぼ最期の日々」（2021年）を出版し、そこではとりわけ、死を待つためにイビサ島に戻ったと公言している。
エスコタドは2021年11月21日に、多臓器不全によりイビサにおいて80歳で死去した。死去後、文化人や政界関係者が弔辞を述べ、その人物像を評価した。同年11月29日にはマドリード市議会において、同市内の大学都市に彼の銅像を設立することが満場一致で可決された。

## 作品

### 「薬物の一般史」

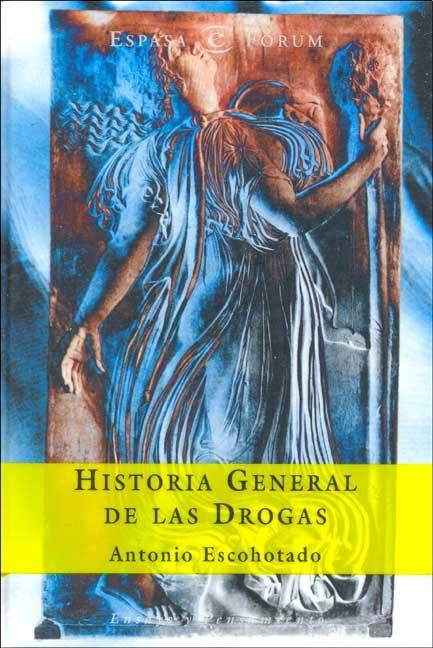
1998年イラスト版の「薬物の一般史」の表紙。

彼自身の言葉を借りれば、「危険の神髄が無知に集中している知識対象の1つとしてこの分野を提示する薬理学的啓蒙」を追求するエスコタドは、これに関した詳細な記録に向けられた年代記を作成した。
[...] もしこの薬物やあの薬物の制度がかわったらどうなるか、という推測や未来論を、いつ何が起こったかという非常に広範な実例一覧で置き換えるのである。というのも、事実上どんな向精神薬であれ、外国人排斥や政治的・機材的および技術的利害など、万能薬と地獄の薬の両方の側面を引き起こさないわけにはいかなかったのだ。例えば、異教徒の集会とキリスト教のミサ儀式との間の競争は、欧米において魔術に対する十字軍を促進し始めたのである。
エスコタドは、多くの例を挙げている。ワインはギリシア・ローマ文明を恐怖に陥れ、その結果、ワインの消費は厳しく禁止された。ロシアとエジプトではコーヒーの飲用に対して、ペルシャにおけるタバコと同様に四肢切断の絞首刑が課せられた。パラグアイのマテ茶は、悪魔の乗り物としてバチカンによって拒否された...。新薬に対するそれぞれの反応の詳細を年代順にまとめるだけで、これまで閉ざされていた一般的な歴史の窓が開かれたのである。
この著作で最も強調される一般概念はおそらく、第1章に登場する『魔術、薬物および宗教』であろう。著者は、インド・ヨーロッパ祖語のpharmakに由来するギリシア語phármakos（「薬物」）とpharmakós（「スケープゴート」）との類似から結論を導き出し、罪を清めるために行われるあらゆる儀式の中核である生贄について、2つの異なる様式を提案している。最初の様式は、贖罪を神秘的な宴会や聖体拝領として形式化したもので、信者の気分を一変させ、神の内面化として経験される物質を集団で摂取することで犠牲を完成させる 。もう一つは、邪悪なもの／不浄なものの物理的な移動に基づくもので、神に恩を売るために動物や人を殺害し、結局のところこれが、浄化「十字軍」の根底にあるのだ。
この研究のもう一つの側面は、プラトン的対話のソクラテスに代表されるような、18世紀以降の自由主義的精神とともに再び台頭することになる地味な酩酊の精神を回復することだった。エスコタドは、精神作用のある武器がどの程度まで、直感や内省だけでなく、自制心や仕事の成果を高めるための資源として再び考慮されるようになったことを記録している。ゲーテ、ゴヤ、ワーグナー、ビスマルク、フロイトなど多くの著名人が、ガレノスの助言に従ってアヘンを常用したマルクス・アウレリウス皇帝を模倣しており、薬物が禁止された状況下に生まれたジャンキーが、まさにその物質やその派生物を言い訳として、自らを人間のクズと宣言する姿とは対照的であることを物語っている。序文には以下のように書かれている:
この本の題名の内容を実現するためには、非常に多様な学問分野を組み合わせることも、また非常に散在したデータを収集することも必要であった。それは、宗教と医学の歴史における一章としても劣らないテーマであり、一夜にして19世紀末におけるセクシュアリティと同じくらい爆発的なテーマへと変貌したからである。何千年にもわたり、遊びのように、治療のために、そして聖餐式のために使用されてきた精神医薬品は一大技術科学事業となり、米国のピューリタニズムを不快にさせることから始まり、経済活動を阻害して芸術を誘惑する一方で、世界中の法律を道徳化することになった。
最初の批評の中の一つは、『エル・パイス』紙の文芸欄に掲載されたフェルナンド・サバテールによるものであった。
意識の新しい現象学 [...] その目的の広さと複雑さ、そしてその深さにおいて、世界の書籍の中でも独特な作品である。
それ以来、この著作は当該テーマに関する参考文献となり、すぐに要約版から数カ国語に翻訳された。この好評に刺激を受けたエスコタドは1992年に、自己エッセイにささげられた付録とともに著作「薬物から学ぶ：使用と濫用、偏見と課題」を完成させ、「精神作用物質の実践理論」というジャンルを創始した。これは、100ほどの化合物を試し、その中でもアルコール、コーヒー、ヘロイン、大麻、エーテル、ベンゾジアゼピン、コカイン、LSD、ケタミン、MDMAなど、公式市場や闇市場で取引されており、最も一般的に使用される化合物について綿密に分析したものである。
自己発見、成熟、対話、あるいは単なる娯楽としての道のりとして薬物が分析されている。
薬物は、孤独、沈黙、禁断症状、痛み、恐怖にもつながる化学的変化を引き起こす。化学的には例えば、薬物の影響下にある人とヨガの影響下にある人を区別することはできない。化学的には、私たちは一連の反応に過ぎないのである。化学的には同一であっても、社会をよい方向に導くものもあれば、後退に導くものもあるのである。
ソクラテスの原理や倫理の原理に従った「汝自身を知れ」というルールを深めることが、21世紀初頭の西欧先進社会の成熟の儀式である。実際には、その人の趣味がいいのか悪いのか、自己管理ができているのかどうか、見かけの教養の下に権威主義的で辛辣かつ鬱屈した怪物が隠れているのか、それとも逆に、フロイトが言うように、自分自身を楽しむことのできる健全な「それ」（つまり無意識）を持っているのかが見て取れる。薬物は、人間の状態にさらなる制御をもたらし、人生の試練に対処する能力を高める。禁止が施行されると、被害者意識という口実ができ、人々は大嘘をつくことができるようになる。「ああ、そうしたくはなかったが、気づかぬうちに奴隷になり、今では哀れな人間になり下がってしまった。私は仲間から盗み、約束を守らないことを許している」。
著者は、薬物を合法か違法か、ハードかソフトか、あるいはそれぞれの化学的基盤によって分類する代わりに、「安らぎ、爽快感、旅行」と定義される欲求を「満たす、あるいは満たすことを約束する」度合いに応じて、機能的用語で分類している。多くの向精神薬が複数の欲求を満たしていることを明らかにした上でテキストは、これら物質をこれらの欲求のひとつに分類し、最小活性量、平均致死量、耐性因子、主観的・客観的効果、相乗作用、拮抗作用、離脱症候群などの変数に基づいて、ひとつひとつ検証している。また、文化的な枠組み（「主な用法」）や、それぞれにまつわる神話についてのセクションもある。エピローグでは「登山家が登るためのロープは」と始まり、「自殺者が首を吊るためのものであり、船乗りが帆に風を受けさせるためのものである」と続く。ここから、最後の段落で表明される提案となる。
このイラストは、合理的に使用することで、安らぎやエネルギー、精神的な興奮をもたらすことができる特定の化合物に注目している。その目的は、毒性をどんどん弱め、切り離せない自由を使用者がさらに自覚できるようにすることだ。それは、責任と知識をより深く追求するという、人間の最も古くからの願望に関するものである。

### 「喜劇の精神」
そのアナーキーな立場と薬物問題への取り組みによりメディアに取り上げられた後、1990年代には彼の創作活動は記事や講演に絞られ、「喜劇の精神」（1992）と「放蕩者の肖像」（1998）にまとめられた。1992年のアナグラマ・エッセイ賞の受賞につながった「喜劇の精神」は、「君主の威厳、犯罪と被害」で扱われた政治権力の社会学に回帰しているが、行政権力に焦点を当てている。モリエールやそれよりはるか前のアリストテレスの「弁論術」において喜劇とは、悲劇の主人公と合唱が、詐欺師、道化師と親分という3つの繰り返し登場する人物だけに置き換えられた表現であると定義されていた。本書は、その実際の変種から出発して、民主主義の移行とともに出現した政治階級を分析し、その主題を2つの部分に分けている。
前半では、個人や社会の情熱として恐怖が分析され、恐怖と苦痛を分ける境界線がサンプリングによって示される。ホッブズやトーマス・ジェファーソンなどの論考を比較した後、ハイデガーに先立ち、またハイデガーの思想を導いた、エルンストとフリードリヒ・ゲオルクのユンガー兄弟の思想が紹介される。
第2部では、階級やカーストとしての政治家階級に焦点を当て、議会制民主主義とその代替手段のひとつである直接民主主義の制度的展望について考察する。彼は、テロリストと反テロリストの利害が常に一致するフィードバック・ループとしてのテロリズムに特に注目し、この悪循環を別の好循環の前提条件と対比させながら、例えばバスクのように、どのような人口規模から民族自決権を主張しうる集団となるかが分析される。この関連で、スイスのモデルと中央集権制や連邦制、および国家連合の間の緊張関係を綿密に検証している。

### 「放蕩者の肖像」
エスコタドは、私たちの本質が必然的に存在と思考を融合させるものであると考え、現代的な健康理論を概説する一連の文章をここにまとめた。換言すると、「身体的なものは精神的であり、精神的なものは身体的なもの」であり、「かかる受容が日常的に美を再考する方法であると考えつつ、精神の即物性として身体性を受容すること」を提案している。
エスコタドの最初のエッセイは、数年前に彼が翻訳しており、当時刊行されていた全12巻の要約版2巻の翻訳と序文を担当し、著者が不明なビクトリア時代の作品My Secret Lifeに捧げられており、これはハイメ・ヒル・デ・ビエドマによると、「男性である人間のエロティックな体験について書かれた最も広範で冗長な記述」である。実際、「ディケンズやハーディ、その他の当時尊敬されていた英国人作家の小説からまさに省かれていた部分である、当時の豊かな描写を提供するだけでなく、2000人ほどの女性との肉欲的な関係を詳細に描写している」。エスコタドは、「娼婦たちと妻たち」で論じられた問題、たとえば肉欲的な愛を経験する多様な方法や、支配、淫乱それに嫉妬といった情念を取り上げ、婚姻または売春という人類の制度を同一視している。前者は法律や道徳によって公認され、後者は秘密の陰に追いやられているが、一方は他方の基本であり、逆もまた然りという命題が維持されているのである。
哲学的な観点から眺めると『放蕩者の肖像』には、英語が原文の「化学的陶酔と人間の尊厳」も収められている。彼の別のエッセイ「優生学についての注釈」は、末期患者、慢性疾患患者、単なる回復期にある病人に対しての多幸感をもたらすとされる鎮痛剤の使用に関して、単なる緩和薬としてではなく治療薬としては否定する政策を検証しており、無知を大量殺戮のレベルにまで高めている。「よりよく死ぬ」では、安楽死について、そしてすべての個人が自らの死の時期と方法を選択する権利について考察している。巻末は、100歳過ぎまでよい人生を送り幸福な死を体験した好例として提案された、エルンスト・ユンガーとアルバート・ホフマンとの類似性で締めくくられている。

### 「混沌と秩序」
マンデルブロのフラクタル幾何学がユークリッド幾何学の理想化に代わるものであり、イリヤ・プリゴジンの散逸構造が熱力学第二法則の再定義であることを発見したエスコタドは、『混沌と秩序』（1999年）で強い意味での研究に着手した。彼は、これらが孤立した業績ではなく、「複雑なものを把握する能力の進歩によって還元主義的パラダイムを超越する」一般的な科学ルネッサンスの一環であることを発見した。また、最も古い直観のひとつである決定論の不充分さを確認することもできた：
そのおかげであらゆる種類の物理系は、事象の法則として抽象化が遅かれ早かれ投影される理想化された実態とは異なり、絶えず創造される不確実さの関連を提示する。
プリゴジンに授与されたノーベル化学賞も、数学分野においてノーベル賞に相当するもののマンデルブロに授与されなかったフィールズ賞も、スペインの教育履修表からは欠けており、中学や高校の生徒のみならず、精密科学や工学、物理学または化学の博士号取得者からも体系的に無視され続けていることによりエスコタドは、以下のように断言した：
教条主義は、進歩的な補助金に最も依存している科学の分野に根付き、非線形の過程の証言は何であれ、記号の半分の線に圧縮され、全ての宇宙の公式を持つ寸前であると主張する人々と矛盾する。
「混沌と秩序」は、この「業界無謬主義」をさまざまな角度から批判し、何世紀にもわたって神学的あるいは無神論的な信仰の理想に現実を合わせようとしてきた私たちが、まさに自己組織化現象を理解したおかげで、現実を垣間見ることができるようになりつつあると論じている。サーモスタットのように環境からフィードバックされるものもあれば、時計のように環境から隔離されたものもある開いた、または閉じた秩序モデルを比較し、あたかも兵舎や女子修道院の秩序が現実と同義であるかのように、両者の混同を皮肉っている。教条主義は場合に応じて都合次第で縮小したり抽象化したり忘却したりしてこれを試みるが、エスコタドによれば、これは好循環を犠牲にして悪循環を選ぶことになる。『サイバネティクス』におけるウィーナーの表現を使えば、「恒久的にフィードバックするサーモスタットとは対照的に、時計のように環境からの信号を無視し、巻き上げだけに敏感に反応することによって」。
エスパサ賞を受賞し、半年の間に5版が完売したこのエッセイは、物理学・数学の教授4名から、不勉強な押しつけがましさ、「でたらめ」、「ポストモダン哲学」と酷評され、幅広い論争を巻き起こした。「ニュートンの原則」（1980）の広範な序文も同じような評価を受けた。エスコタドは、フランスのポストモダニズムの詐術を長年にわたって糾弾してきたなどと答え、それぞれの批判に詳しく答えた。

### 「熱帯における60週間」
カオス理論の流布と同じかそれ以上のスキャンダルが引き起こしたのは、彼の無条件支持者の多くから信念を曲げない左翼の象徴として崇めていた彼が、最後の章で自らを「民主自由主義者」と定義したときである。{要出典}しかし、彼は自らを「スペインにおける左翼のパラダイム」と定義した。精神作用物質の使用に関する彼の記録を支持していた人々の中には、それを生物学的検定プログラムと組み合わせる必要性に疑問を投げかけ、メネムやマラドーナが宣言したように、冷笑的な挑発行為であり、犯罪の弁明であるとさえ考え、神経変性の反論の余地のない証拠とさえ考えた.。それ以来、彼は 「新自由主義者」のレッテルを貼られるようになったが、「彼が自由主義者とどう違うのか」を明確にすることに成功した者はまだいない。しかし、彼はマレー・ロスバードの信奉者を 「独断主義的な自由主義者」、「（銀行の信用取引を可能にする準備率に反対する）100%の狂信者」と呼び、アイン・ランドを「アンフェタミンマニア」と呼ぶなど、皮肉たっぷりで呼び続ける。彼の独自性により、教職員組合との不和の連鎖を説明することもできるだろう。
「混沌と秩序」の出版は、彼の情緒面でも最もトラウマとなる苦境の時期と重なった。20年間連れ添った結婚を解消して新しい家庭を築き、バンコク・カトリック大学から提供されたサバティカル・イヤーを利用して、貧困と富の原因を研究するというプロジェクトで同国に移住したのである。限界効用の父、カール・メンガーの人物像に目を奪われた彼は、「自尊心を完全に失わないための呪文のように」経済理論と歴史の研究に没頭し、日記、オーストリア学派に関する作業ノート、観光研究のハイブリッド本を書き、「熱帯の60週間」（2003年）として出版した。
その一方で、東南アジアを巡ったことで、彼は「教養のある国民は資源に関係なく豊かである」ことを確信した。そこで彼は自らの過去を振り返り、「幼い頃からスクリーンの中で訓練されてきた人々のために[…]体制順応主義や派閥主義からできるだけかけ離れた概念を必要とする理由や有益な情報を見つけたい」という願望に突き動かされ、自らの若き日の「赤い魂」の意味を見つめ直した。

### 「商業の敵たち - 所有権の道徳史」

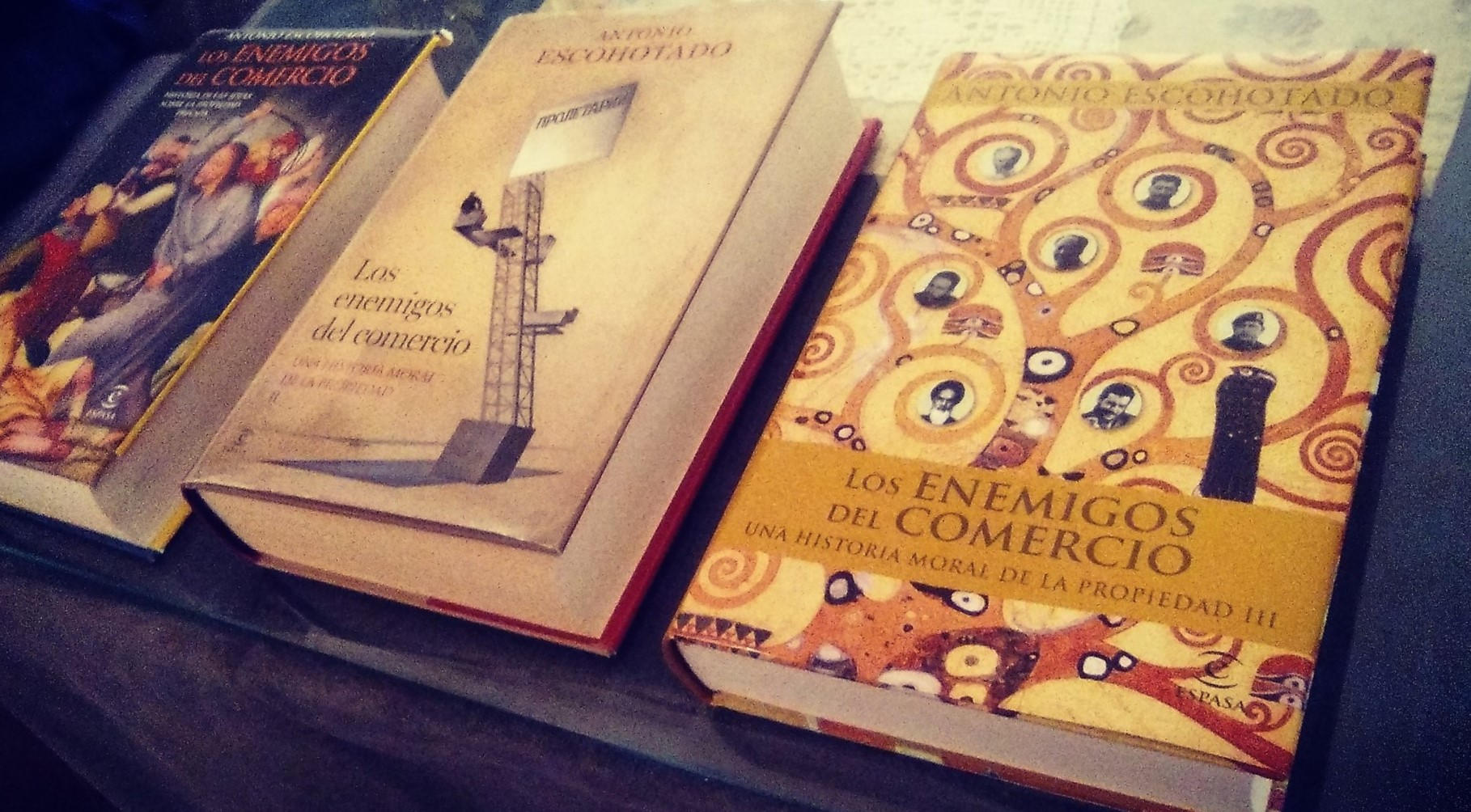
「商業の敵たち」3部作。
エスコタドによれば、老年になってから「独創的なものから賢明なものへ、独創的なものから公正なものへ」 と努力するようになった結果、彼いわく「私の人生の書物」である「商業の敵たち - 所有物の道徳史」を執筆した。このプロジェクトは、「私有財産は窃盗であり、商業はその道具であると主張してきた」のは誰なのか、どのような文脈で、どのような結果をもたらしたのかを明らかにすることに限定されている。
しかし、彼がこの問題を研究する上で最初に発見したことは、一方ではスパルタとプラトンに遡る必要性であり、他方ではエッセネ派に遡る必要性であった。エッセネ派は、第六戒を「汝、取引すべからず」と解釈し、後にエビオン派の信条に転化し、最終的には山上の垂訓によって説かれた宣言へと変化した。両者の文脈を理解するために彼は、メシア的救済者（「最初の者に対する最後の者」の返還や復讐を引き受けるスケープゴートであることが斬新な「この世の悪を洗い流す子羊」）の誕生の温床となった奴隷社会の起源を調査し、後にマルクスが社会発展の法則として提起した、内戦を通じた進歩の予兆を見つけた。
宗教改革と反宗教改革はエッセネ派の理想を置き去りにすることに収斂し、善良なキリスト教徒に先見の明と繁栄を提案した一方で、ルネサンス期のドイツ農民戦争で頂点に達する一方で、同時に多くの共産主義者の諸派によって否定され、支持された商業社会の復活の過程がより鮮やかに描かれる。2世紀にわたる物質的蓄積が続き、マンデヴィルの「ミツバチの寓話」が彼のリアリズムの集大成となり、最後にフランス革命が自由主義者と権威主義者の戦いの場となり、「等号の合体」とその指導者バブーフが登場する。この立場は、セビリアにおいてカハソル財団が主催したスペインの黒い伝説に関する会議における彼との討論において、作家マリア・エルビラ・ロカ・バレアが反論した。
2008年に出版された第1巻は、専門的な批評家たちからほとんど沈黙をもって迎えられた。2013年に出版された第2巻は、特にインターネット上で精力的に宣伝され、大きな反響を呼んだ。その一方で、データ量の増大により、著者が意図したように19世紀の研究を現代につなげることは不可能となり、700ページを超える書物が作成されたため、第3巻の作成を余儀なくされた。そして彼は、「恐怖の変種を徹底的に記録することが自分の宿命だ」とジョークを飛ばした：
化学的陶酔の予感は、それを自己への恐怖という形で内向きにし、収奪計画はそれを他者への恐怖という形で外向きにするが、双方において非人間的なものを人間化する狂気の協力を過小評価することはできない。
この物語の中で彼は、イデオロギー的な図式に、それぞれの経済環境の詳細と、それに並行する制度（融資商品、ギルドと労働組合、最初の大企業、社会保障制度、紙幣使用の定着、特許法）の発展、そして北米、英国、フランス、スペイン、ドイツやロシアにおける政治革命の具体的な分析を加えている。エスコタドによれば現代の歴史家は、インターネットの検索エンジンによってテーマ別に整理された無数のデータをようやく自由に使いこなせるようになり、「年代記から、複数のカメラで撮影された中継放送に似たものへと飛躍」が実現し、かつてない形で「価値中立性の行使」が可能となった。彼の場合、隷属社会から商業社会への紆余曲折の変遷を調査した結果、「自由の眩暈と隷属の安心感に一歩一歩つきまとわれながら」、社会的固定制に対する社会的流動性の勝利を記録することになった。
第1巻の4.I.2節では、キュロス・シリンダーの次のような翻訳が紹介されている：
「人間は、他人の権利を侵害しない限り、朕の帝国全域において、自由に移動し、自らの神を崇拝し、自営業を営むことができる。朕は奴隷制を禁じ、知事とその部下は男女の売買を禁じる義務がある」(27)(27) このシリンダーは大英博物館に保存され、国連の全言語に翻訳されている。
実際、
* 最近の学説では、キュロス・シリンダーを最初の人権憲章とみなすことが提案されている。この解釈の始まりは、1971年、ペルシャ王政2500周年に際してモハンマド・レザー・パフラヴィー皇帝が、イスラム以前における自らの支配の正当性を確立すべく、キュロス2世を政府イデオロギーの重要人物に据えたことである。同年、彼の王朝は、キュロスが最初の人権憲章を作成したことを証明すべく、不完全かつ著しく改変された「英訳」を添えたキュロス・シリンダーのレプリカを国連に提出した。

問題なのは、後者の翻訳が国連やインターネットで広く流布されていることであり、キュロスによる人権やその宣言は時代錯誤であるのに、キュロス・シリンダーに関するこのような誤解を助長している。実際のところ、キュロスはいくつかの些細な点、特に宗教的崇拝に関しては寛容な政策をとっており、この政策は200年以上経った後も彼の後継者たちによって受け継がれている。しかし、例えば「（...）その隷属から（...）安息を（...）見出すように」（L.26）を奴隷制度の廃止と捉えるのは、アケメネス朝支配下に複数の種類の奴隷が存在したことからもわかるように、紛れもない時代錯誤である。したがって、このような寛容政策はむしろ、新しい臣民を迅速に彼の帝国に統合し、国内での問題をできるだけ避ける方法として理解しなければならない。https://www.worldhistory.org/trans/es/2-166/cilindro-de-ciro/

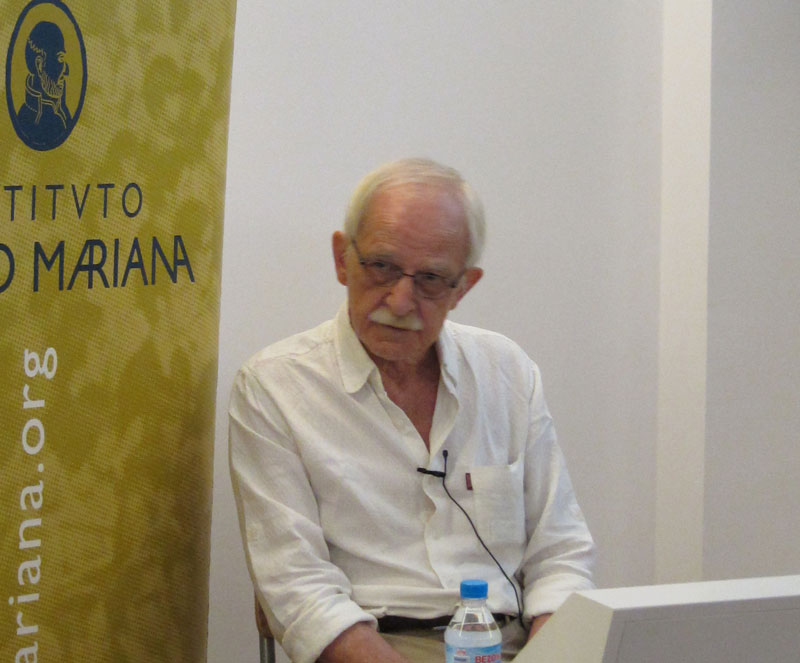
フアン・デ・マリアナ協会における会議中のアントニオ・エスコタド（マドリード、2014年）。

第2巻の最後は、社会主義のメシア的モデルと民主主義的モデルのジレンマを明らかにした。しかし、20世紀と全体主義の時代についての記述が残っており、本書はその後、ベネズエラのチャベスとイランのアフマディネジャド（ホルヘ・ベルストリンヘはその同盟を推進した）までそのプロジェクトを進めようとした。エスコタドによれば、一つひとつのエピソードを丹念に調べていくうちに、当たり前のように思っていたことが全て崩れ去ってしまったという。実際、彼の日々の喜びは、自分自身が常に考えを変え、偏見から判断へと移り変わっていくのを見ることだったのだが、この年代記が20世紀を見据えたときに初めて、「共産主義の精神」について一般的な結論を導き出すのに十分な統計的宇宙が生まれることになる。
共産主義運動の起源と発展に関する3部作の中で、最終巻として2016年12月に刊行された『商業の敵たち』第3巻は、前例のない研究であった。共産主義現象の歴史において、その経済的背景に加え、労働組合、大企業、著作権によって守られた所有権、さまざまな社会保障制度といった並列的な制度の発展の詳細をイデオロギー的な議論に加えたものは、これまで存在しなかった。第1巻がフランス革命までの展開を、第2巻が20世紀初頭までの出来事を分析したのに対し、第3巻はレーニンから、20世紀にラテンアメリカで生まれた最新のポピュリスト運動、そしてギリシャのシリザやスペインのポデモスといった政党を通じた21世紀のヨーロッパにおけるその反映までを扱う。{要出典}
作品の完成後、フェデリコ・ヒメネス・ロサントスとパブロ・イグレシアスによるエスコタドへのインタビューがインターネット上で放送され、彼の人物像の普及に貢献した。

## 思想
エスコタドは、「自己宣言以外に刺激はなく、すべてがどのように生まれ、どのように終わるのかを知ること以外に羅針盤はない」と何度も宣言している。彼によればその作品は、情報を年代順に整理し分類学を避ける歴史的アプローチである系譜分析の手法を適用することで、扱うさまざまなテーマを自己学習する過程として発展してきた。
1960年代にエスコタドは、オルテガ・イ・ガセットとスビリによる生の理性主義的潮流の中で法学者および哲学者として修業し、生の理性と歴史的理性の概念の影響を受けながらフロイト、そしてとりわけヘーゲルの知識を得て、その宗教哲学を博士論文「不幸な良心」（1972年）で分析した。この著作は、論理学と純粋形而上学の分野に踏み込んだ『実在と実体』（1985年）とともに、彼の知的生産の残りの土台となる確固たる哲学的基盤となった。De physis a polis』（1975年）では、ソクラテス以前の哲学者たちに立ち返ると同時に、ディスコ「アムネシア」（1976年）を設立し、1975年にその死去によりフランコ政権が終焉し民主主義が目覚めたスペインにおいて、イビサ島がカウンターカルチャーの中心地として台頭する際に、彼は主導的な役割を果たした。青年期から壮年期にかけては、抽象的な表現に傾倒していたが、その後、具体的な現実の観察から得られたデータへの関心が高まり、「今日では予測化学に追い詰められている観察する科学」という選択肢をとるようになった。
それから亡くなるまで彼は、複雑さそのものを象徴し個人を超えた人間の起源と進化の研究と普及に力を注いだが、それは「自発的な主体でも不活性な物体でもなく、人間理解、家族、政治経済といった第三のタイプの存在であり、先験的に計画されたものではない秩序における無制限の個々の行為の一致の結果である」。単純主義を解放する原理としての現実への関心のためエスコタドの業績は、ヒュームの表現を借りれば存在論と人間科学の間に位置し、その学際的な視点は、ヒューマニズムの観点から幅広い知識と関心を融合する。論理学と形而上学から出発し、認識論と科学理論に入り、さらに経済学や政治権力、ジェンダー神話や家族・性風俗、あるいは泥酔の様式など、より人間的な現象へと進んでいく。これらの分野全てに共通する衝動は、恐怖への解毒剤としての人間の自由の肯定であり、個人の責任とはかけ離れた権威の押し付けへの解毒剤である。
フランコ政権下、共産党の隊列の中で秘密裡に活動していた彼の政治的立場は、自らを「民主自由主義者」と定義するまでに発展する一方、その作品では「いかなる政治的ユートピアも、結局は優生学的プロジェクトや大量殺戮事業の婉曲表現と見分けがつかない」という考えが成熟していった。政治的には、彼はスペインの知識人の中でも特異な思想家であり、伝統的な左右の軸に当てはまらず、自由と権威主義の問題に焦点を当て、ユートピア主義と権威主義をプラグマティズムかつ合理主義的な立場から否定したため、必ずしもよく理解されていない。にもかかわらず、彼は自らを「スペインにおける左翼のパラダイム」であると宣言した。エスコタドは、「エル・パイス」紙、後に「エル・ムンド」紙、「ディアリオ16」誌に掲載された数多くの記事を通じて、同時代の人々にとって、フランコ死後の民主主義への移行期における時事問題、社会慣行、文化の歴史家、分析家となった。 例えば、バスクの独立を目指したテロ組織バスク祖国と自由(ETA)に対抗して結成された反テロリスト解放グループ（GAL）による国家犯罪は、「君主の威厳、犯罪と被害者」（1987年）や、1992年にアナグラマ・エッセイ賞を受賞した「喜劇の精神」といった政治権力の社会学に関するオピニオン・コラムやエッセイの中で、エスコタドによって世論に明らかにされた。
「薬物の一般史」（1989年）の著者として、20世紀最後の数十年間、記事やテレビ討論への出演を通じて薬物への禁止反対の立場を擁護し、世間にその名を知らしめた。バイオアッセイを実践し、30種類以上の異なる向精神薬 の身体的、主観的影響を試験、分類、記述し、その使用マニュアルを執筆したが、これは数回の編集後に「薬物から学ぶ」（1990-1995）と題されるようになる。薬物使用そのもの、売春、安楽死など、道徳的にデリケートな問題に対する彼の意見のために、メディアでは数々の論争の的となった。彼の信奉者にとっては、判断の独立や自由な思想の育成をまさに意味すること、彼の中傷者にとっては知的不遜と見なされる。例えば、1999年にエスパサ・エッセイ賞を受賞した認識論的マニフェスト「混沌と秩序」の刊行後、彼の職業的な押しつけがましさを非難する一部の学界の拒絶反応を引き起こすようなこともあった。
プロの翻訳家としても40冊以上の訳書がある。中でもニュートン、ホッブズ、ジェファーソン、バクーニン、特にトマス・サースとエルンスト・ユンガーの著作を翻訳している。2013年に退職するまで、UNED政治社会学部で社会科学の哲学と方法論の教鞭をとった。「商売の敵たち」を執筆し、共産主義運動史の研究に没頭した。全3巻におよぶ単著「所有権の道徳史」（2008-2014）。2019年、「個人をあらゆる種類の奴隷に服従させる結果となる強制への対応としての自由」を擁護した功績により、フアン・デ・マリアナ賞を受賞。

## 作品

### 著作
- 「マルクーゼ・ユートピアと理性」Marcuse, utopía y razón (1968, Alianza Editorial).
- 「不幸な良識。ヘーゲルの宗教哲学に関するエッセイ」La conciencia infeliz. Ensayo sobre la filosofía de la religión de Hegel (1971, Revista de Occidente).
- De physis a polis (1982, Anagrama).
- 「現実と実体」Realidad y substancia (1986, Taurus).
- 「社会科学の哲学と方法論」Filosofía y metodología de las ciencias sociales (1987, UNED).
- 「君主の威厳、犯罪と被害」Majestades, crímenes y víctimas (1987, Anagrama).
- 「薬物の一般史」Historia general de las drogas (全3巻、1989, Alianza) 作者が引用した原作（スペイン語）の一部をオンライン検索
- 「毒物の書物」El libro de los venenos (1990, Alianza).
- 「喜劇の精神」El espíritu de la comedia (1991, Premio Anagrama de Ensayo).
- 「薬物から学ぶː 使用および乱用、偏見および課題」Aprendiendo de las drogas: usos y abusos, prejuicios y desafíos (1995, Anagrama). 本書は「毒物の書籍」という題名で1990年に、そして1992年には「薬物の減少額向けに」という題名で刊行されている。
- 「娼婦たちと妻たち: 性と義務に関する4つの神話」Rameras y esposas: cuatro mitos sobre sexo y deber (1993, Anagrama).
- 「薬物: 過去から未来へ」Las drogas: de ayer a mañana (1994, Talasa).
- 「薬物史入門」Historia elemental de las drogas (1996, Anagrama).
- 「大麻問題ː ハシーシュおよびマリフアナに関する建設的な提案」La cuestión del cáñamo: una propuesta constructiva sobre hachís y marihuana (1997, Anagrama).
- 「放蕩者の肖像」Retrato del libertino (1997, Espasa-Calpe).
- 「薬物の一般史」Historia general de las drogas （付録「薬物の減少額」を含む） (1999, Espasa-Calpe).
- 「混沌と秩序」Caos y orden (1999, Premio Espasa de Ensayo 1999).
- 「熱帯の60週間」Sesenta semanas en el trópico (2003, Anagrama).
- 「科学的分析の創造と発展」Génesis y desarrollo del análisis científico (2006, Ediciones Académicas).
- 「商業の敵たち」Los enemigos del comercio (2008, Espasa-Calpe). Consultar la obra en línea.
- 「商業の敵たち第2巻」」Los enemigos del comercio II (2013 Espasa-Calpe). Consultar la obra en línea.
- 「恐怖に対して: 第1巻」Frente al miedo: Volumen I (2015, Página Indómita). Consultar la obra en línea.
- 「商業の敵たち第3巻」Los enemigos del comercio III (2017, Espasa-Calpe).
- 「私のプライベートイビサ」Mi Ibiza privada (2019, Espasa-Calpe).
- 「感覚の一里塚」Hitos del sentido (2020, Espasa-Calpe).
- 「栄光の鍛造ː サポーターである哲学者が語るレアル・マドリードの短い歴史」La forja de la gloria: Breve historia del Real Madrid contada por un filósofo aficionado (2021, Espasa-Calpe).
- 「アヘン愛好家の告白ː 死後の日記（1992～2020）」Confesiones de un opiófilo: Diario póstumo (1992-2020) (2023, Espasa-Calpe).
- 「恐怖に対してː 第2巻」Frente al miedo: Volumen II (2024, Página Indómita)

### 序文
- Drogas y ritual: La persecución ritual de drogas, adictos e inductores, de Thomas Szasz (traducción y prólogo de Antonio Escohotado), Fondo de Cultura Económico, 1990.
- Más allá del nihilismo: Meditaciones sobre Ernst Jünger, de Enrique Ocaña, Editum, 1993.
- Nuestro derecho a las drogas, de Thomas Szasz, Anagrama, 1993.
- AnimaLuno de Luis Eduardo Aute, disco-libro, El Europeo/Allegro, 1994 .
- Drogas y cultura de masas, de Juan Carlos Usó, Taurus, 1996.
- Mujeres chamán, damas iniciáticas, escritos de mujeres en la experiencia con drogas, de Cynthia Palmer y Michael Horowitz (traducción, Victoria Quiñonero Moreno), Castellarte, 2000.
- Mr. Nice, de Howard Marks, La Cañamería Global, 2000.
- Todo Makoki, de Gallardo y Mediavilla, DeBolsillo, 2012.
- "Rememorando a Sasha Shulgin", en PIHKAL y TIHKAL (edición en castellano), de Alexander Shulgin y Ann Shulgin, Editorial Manuscritos, 2015.
- El rebaño: Cómo Occidente ha sucumbido a la tiranía ideológica, de Jano García, La Esfera de los Libros, 2021.